# Claudiova buňka

obrázek Cortiho orgánu, 11 – Claudiovy buňky.

Claudiovy buňky jsou podpůrné buňky v rámci Cortiho orgánu v hlemýždi. Tyto buňky sahají od Hensenových buněk až po spirální výběžek epitelu a vytváří vnější vrstvu sulcus spiralis internus. Kryjí Boettcherovy buňky, k nimž jsou spojeny pomocí spoje fascia occludens. Jsou v přímém kontaktu s Endolymfou v hlemýždi, konkrétně z části Scala media, tím, jako jedny z mnoha typů buněk lemují endolymfatický prostor ucha. Mezi jednotlivými Claudovými buňkami jsou těsné spoje, které zabraňují průtoku endolymfy mezi nimi.
Claudiovy buňky (Claudius cells) jsou pojmenovány podle Friedricha Matthia Claudiua.
V jejich cytoplazmě se vyskytuje malý počet organel, tvoří podporu pro Hensenovy buňky a sousedí s buňkami Deitersovými buňkami (falangové).

## Funkce
Jejich funkce ještě nebyla potvrzena, avšak se domnívá,[kdo?] že napomáhají v udržování složení hemolymfy transportem iontů a absorpční aktivitou, jelikož se zjistilo, že dokáží absorbovat Na+ skrz epiteliální sodíkový kanál (ENaC).